# Pterotaea crinigera
Pterotaea crinigera är en fjärilsart som beskrevs av Frederick H. Rindge 1970. Pterotaea crinigera ingår i släktet Pterotaea och familjen mätare. Inga underarter finns listade.